# Peter Fernandes
Peter Paul Fernandes (ur. 15 września 1916 w Karaczi, zm. 24 stycznia 1981 tamże) – indyjski hokeista na trawie i krykiecista, złoty medalista olimpijski z Berlina (w hokeju na trawie).

## Życiorys
Absolwent Szkoły Wyższej im. Świętego Patryka w Karaczi.
W 1936 roku wystąpił na Letnich Igrzyskach Olimpijskich w reprezentacji narodowej w hokeju na trawie. Podczas tego turnieju grał na pozycji napastnika, strzelając dwa gole w dwóch meczach. Razem z kolegami z reprezentacji zdobył złoty medal. Był to jednak jego jedyny występ na igrzyskach olimpijskich.
W latach późniejszych Fernandes grał w krykieta (m.in. w klubach: The Rest 1938-1941, Sind (Indie) 1941-1946, Sind 1947-1949); grał na pozycji odbijającego (leworęcznego). Jego młodszy brat Max również był krykiecistą.